# Krämpfervorstadt

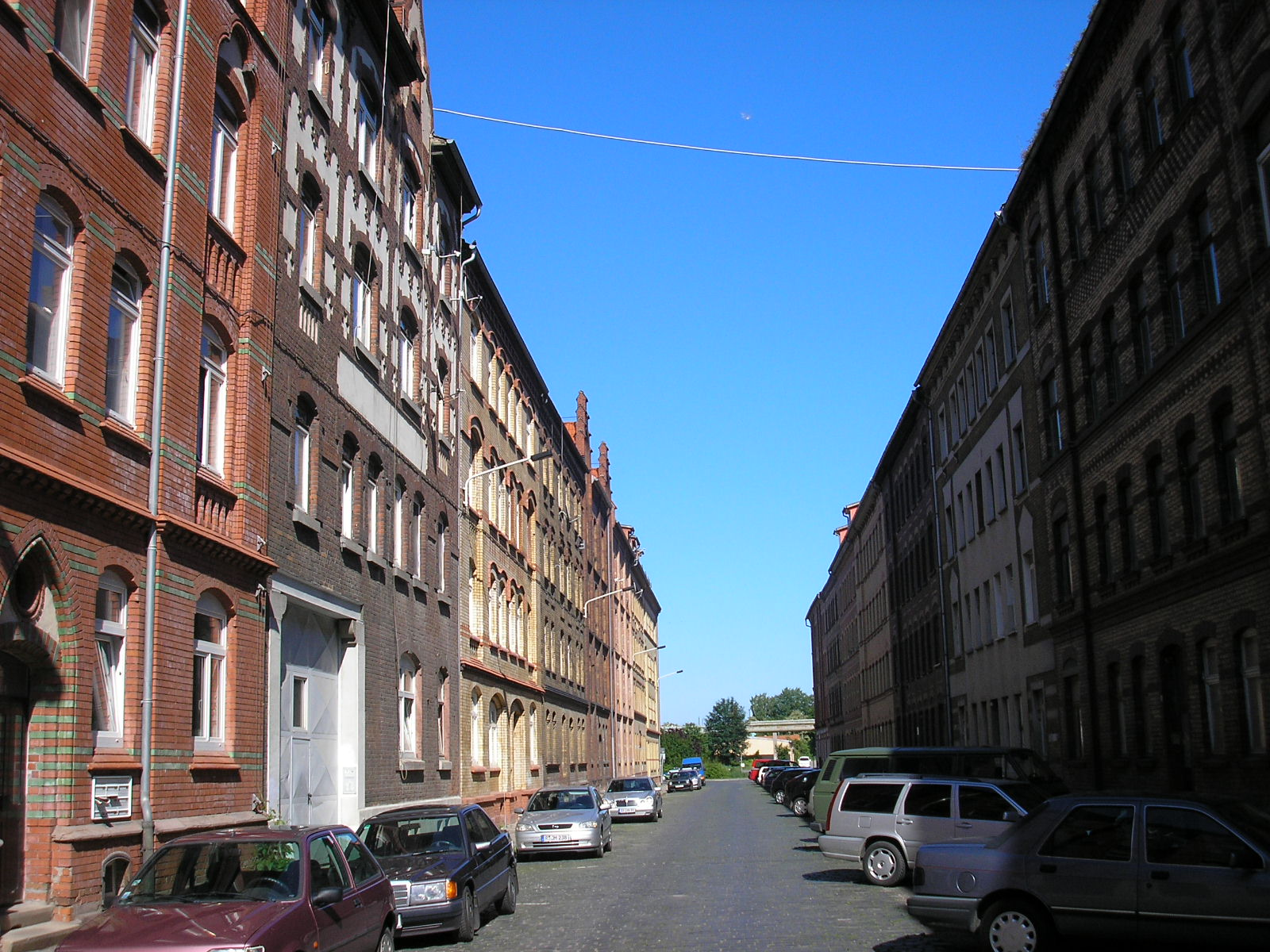
Raiffeisenstraße 2009, vor der Sanierung. Einstige Handelshäuser mit Gewerbehöfen und Arbeiterhäuser prägen das sehr einheitliche Straßenbild. Heute beliebtes Studenten-Quartier

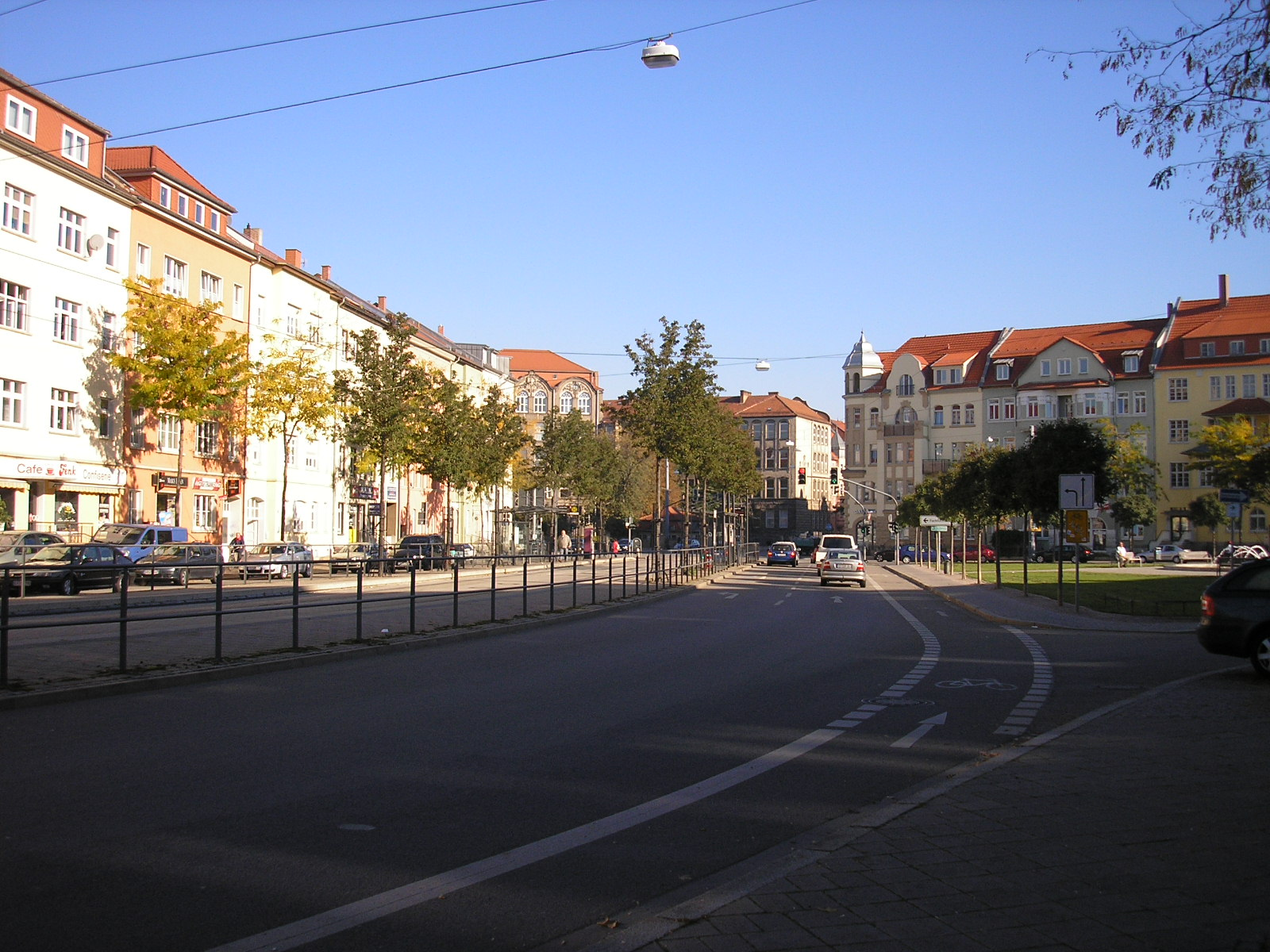
Leipziger Platz 2008, rechts mit Häusern aus der Gründerzeit

Die Krämpfervorstadt ist eine der historischen Erfurter Vorstädte und zugleich ein Stadtteil der thüringischen Landeshauptstadt. Sie hat etwa 17.500 Einwohner auf einer Fläche von 4,96 km². Sie liegt östlich der Altstadt zwischen der Schlachthofstraße im Norden, dem Flutgraben im Westen und der Thüringer Bahn im Süden. Die Krämpfervorstadt wird von einem sehr gut erhaltenen, sanierten Gründerzeitviertel dominiert, das im Südwesten unweit des Güterbahnhofs liegt. Das Viertel entstand um die Wende zum 20. Jahrhundert mit Arbeiterwohnungen, Gewerbehöfen und Handelshäusern, in sehr einheitlichen Straßenbildern.
Die Krämpfervorstadt gliedert sich in zwei Teile: westlich der Nordhäuser und Sangerhäuser Bahn liegen Quartiere mit großen Mietshäusern, die etwa zwischen 1880 und 1960 entstanden, während östlich der Bahnlinien mit dem Ringelberg eine der größten Einfamilienhaussiedlungen der Stadt liegt. Von den 15.000 Einwohnern leben 11.000 im westlichen und 4000 im östlichen Teil der Krämpfervorstadt. Des Weiteren wird der Stadtteil einerseits durch weitläufige Bahnanlagen und damit verbundene Gewerbeflächen, zum anderen durch den Campus der Fachhochschule Erfurt mit etwa 5000 Studenten dominiert.
Die Krämpfervorstadt ist durch einen vergleichsweise hohen Anteil von Studenten ein demografisch junger Stadtteil. Durch Sanierung und andere städtebauliche Maßnahmen wurden die Altbauviertel seit der Wiedervereinigung erheblich aufgewertet, während Gewerbe stillgelegt wurde und dadurch teilweise neue Brachen entstanden.
Der Name Krämpfervorstadt leitet sich aus der Lage vor dem Krämpfertor ab, das seinen Namen wahrscheinlich von der Kaufmannskirche am Anger erhalten hat und Krämpfer dabei, ähnlich wie Krämer, ein Synonym für Kaufmann ist.

## Geografie
Die Krämpfervorstadt grenzt im Westen an die Altstadt, wobei der Flutgraben der Gera die Grenze markiert. Im Süden grenzt jenseits der Thüringer Bahn der Stadtteil Daberstedt und im Norden an der Schlachthofstraße die Johannesvorstadt an. Diese beiden Stadtteile sind ähnlich wie die Krämpfervorstadt strukturiert, während im Osten die drei ländlich geprägten Dörfer Kerspleben, Azmannsdorf und Linderbach angrenzen.
Das Gelände der Krämpfervorstadt ist im Westen flach und steigt nach Osten hin zum Ringelberg an. Er ist gleichzeitig die Wasserscheide zwischen Gera im Westen und Gramme im Osten. Am niedrigsten liegt die Nordgrenze zur Johannesvorstadt an der Schlachthofstraße mit etwa 190 Metern, während die Südgrenze zu Daberstedt am Güterbahnhof bereits auf etwa 200 Metern Höhe liegt. Der höchste Punkt ist der 226 Meter hohe Ringelberg, der nach Westen relativ steil zum Geratal abbricht, nach Norden in den Galgenberg übergeht und nach Süden und Osten sanft zum Tal des Linderbachs abfällt.
Neben den durch Wohnen und Gewerbe eingenommenen Flächen liegen in der Krämpfervorstadt die Betriebsstätten von DB Regio Südost für Thüringen und weitere umfassende Gleisanlagen. Der Südosten des Stadtteils wird noch landwirtschaftlich genutzt, wie es vor der Freigabe der Flächen vor der Festung Erfurt 1873 auf das ganze Gebiet des heutigen Stadtteils zutraf. Seit 1990 dehnt sich die Bebauung wieder weiter aus und nimmt neue Flächen in Anspruch.

## Viertel

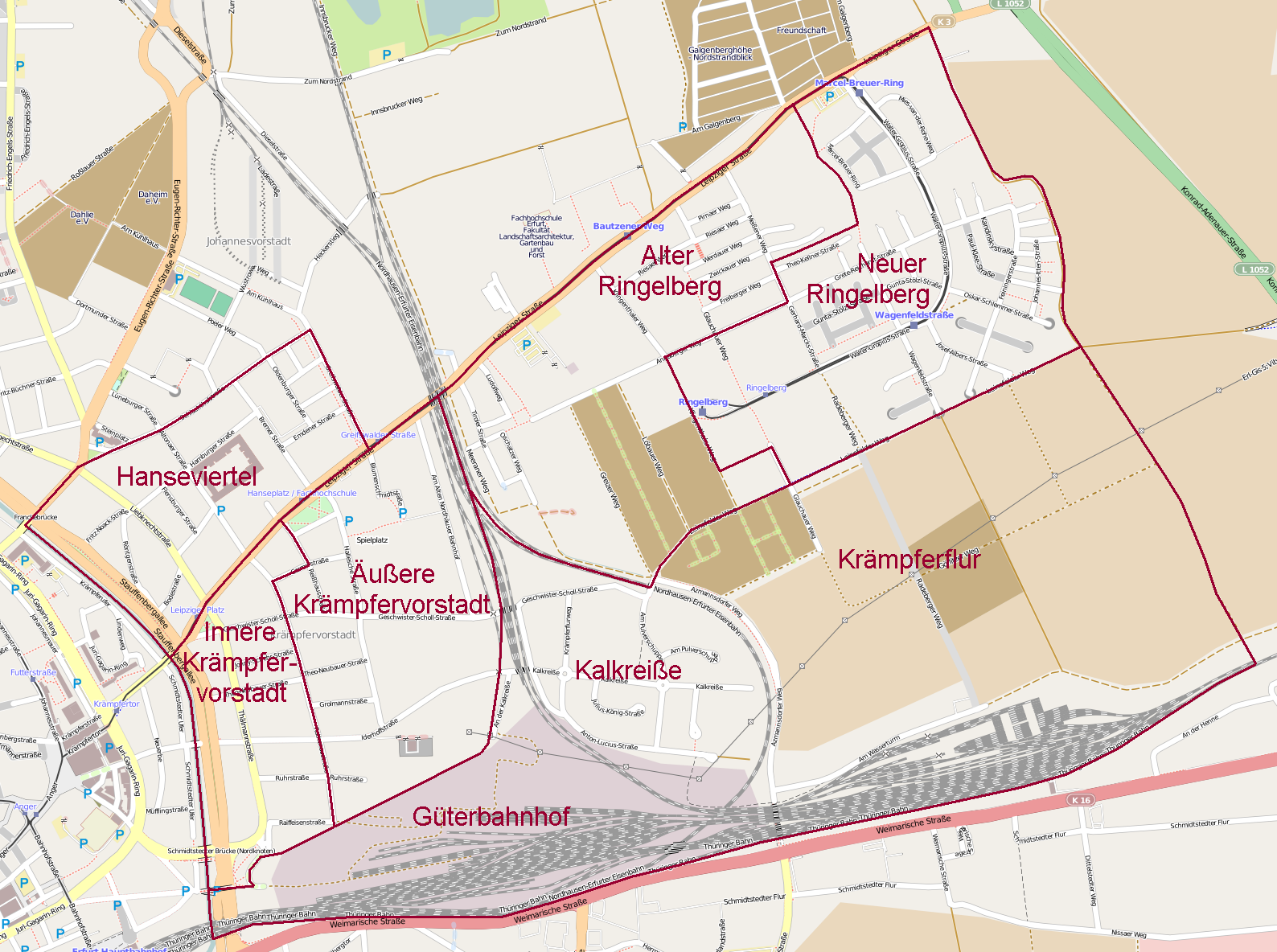
Die Viertel der Krämpfervorstadt

| Viertel (nicht offiziell)                                                                          | Blockgruppen (offiziell) | Fläche (km²) | Einwohner (2000) | Einwohner (2007) | Einwohner (2015) | Bevölkerungsdichte |
| -------------------------------------------------------------------------------------------------- | ------------------------ | ------------ | ---------------- | ---------------- | ---------------- | ------------------ |
| Hanseviertel (Stauffenbergallee – Schlachthofstraße – Greifswalder Straße – Leipziger Straße)      | 811 + 812 + 813 + 814    | 0,40         | 4.410            | 4.750            | 4.921            | 12.303             |
| Innere Krämpfervorstadt (Stauffenbergallee – Leipziger Straße – Rathenaustraße – Raiffeisenstraße) | 821 + 823 + 824          | 0,29         | 2.913            | 3.809            | 4.599            | 15.859             |
| Äußere Krämpfervorstadt (Leipziger Straße – Nordhäuser Bahn – Rathenaustraße)                      | 822 + 825                | 0,55         | 1.695            | 2.164            | 2.438            | 4.433              |
| Alter Ringelberg                                                                                   | 831                      | 0,73         | 862              | 728              | 689              | 944                |
| Güterbahnhof/Kalkreiße                                                                             | 832                      | 2,18         | 82               | 97               | 138              | 63                 |
| Neuer Ringelberg                                                                                   | 833 + 834 + 835          | 0,76         | 2.163            | 3.056            | 3.498            | 4.603              |

### Hanseviertel
siehe Hauptartikel: Hanseviertel
Das Hanseviertel nimmt den nördlichen Teil der Krämpfervorstadt zwischen Schlachthofstraße und Leipziger Straße ein. Es war ein Schwerpunkt des Wohnungsbaus durch private Gesellschaften, sodass hier in der Weimarer Republik Mietshäuser namhafter Architekten im Stil des Bauhauses entstanden. Nach dem Zweiten Weltkrieg setzte sich diese Bautätigkeit, allerdings in Form monotoner Altneubauten fort. Zudem wurde 1946 der Campus der heutigen Fachhochschule Erfurt im Hanseviertel begonnen.

### Innere Krämpfervorstadt
Die innere Krämpfervorstadt erstreckt sich im Westen des Stadtteils zwischen Stauffenbergallee und Rathenaustraße sowie Leipziger Straße und Raiffeisenstraße. Sie ist am deutlichsten durch dichte Gründerzeitbebauung geprägt. Hier liegt mit dem Leipziger Platz einer der zentralen Plätze des Stadtteils. Während an den Straßen die Wohnhäuser stehen, waren die Innenhöfe stark durch eine gewerbliche Nutzung geprägt. Das bedeutendste Bauwerk des Viertels ist die stillgelegte und ungenutzte Malzfabrik Wolff, die ein großes Areal an der Thälmannstraße einnimmt.
Zwischen 1994 und 1999 war die Krämpfervorstadt ein Fördergebiet des EU-Projekts URBAN zur Aufwertung vernachlässigter städtischer Quartiere. Das Fördervolumen betrug etwa 17 Millionen Euro. Insgesamt wurden aber durch Synergie-Effekte 136 Millionen Euro von privaten und öffentlichen Investoren in das Viertel gesteckt, womit ein zentrales Ziel von Urban erreicht wurde. Insgesamt gelang das Projekt, da die Lebensqualität der Krämpfervorstadt im Zeitraum erheblich gesteigert werden konnte.
Allerdings haben einige Straßen im Süden des Viertels nach wie vor mit vergleichsweise hohem Wohnungsleerstand zu kämpfen. Nachteilig wirkt sich dabei in gewisser Weise die etwas isolierte städtische Lage ohne Straßenbahnanbindung aus, zudem bilden die Bahnanlagen im Süden und die Schnellstraßen sowie der Flutgraben im Westen zusätzliche Barrieren für Fußgänger und Radfahrer bei der schnellen Erreichbarkeit des südlichen Viertels.

### Äußere Krämpfervorstadt
Die äußere Krämpfervorstadt liegt zwischen der Rathenaustraße im Westen, der Leipziger Straße im Norden und den Bahnanlagen im Osten und Süden. Sie ist stark durch die Mischung von Gewerbe- und Wohnbereichen geprägt und umfasst auch einige brach liegende Flächen. Die Wohnbereiche liegen vor allem im Westen und stammen aus verschiedenen Epochen des 20. Jahrhunderts. Die Gewerbebereiche im Osten gehörten zu den ältesten Industriegebieten Erfurts und profitierten vor allem von ihrer Lage direkt an mehreren Eisenbahnstrecken. Allerdings haben sie besonders seit 1990 mit einem starken Strukturwandel zu kämpfen und sind im Vergleich zu neuen Gewerbegebieten durch ihre schlechte Anbindung auf der Straße eher unattraktiv.
Im Norden des Viertels liegt der Hanseplatz, der 1999 mit EU-Fördermitteln umgestaltet wurde und heute als innerstädtische Grünfläche dient. Der Wohnungsleerstand in der äußeren Krämpfervorstadt ist noch relativ hoch, nimmt aber schon seit 2000 konstant ab. Lebten damals nur noch 1695 Einwohner dort, so waren es 2009 bereits wieder 2231 Personen.
2015 begann die Öffentlichkeitsbeteiligung im Rahmen des Planungsprozesses, bei dem die Stadt Erfurt die derzeitigen Misch- und Gewerbegebiete in der äußeren Krämpfervorstadt zu einem Wohngebiet umwandeln will. Dabei ist an viergeschossige Bebauung mit Mietwohnungen gedacht, um etwa 3000 zusätzliche Einwohner ansiedeln zu können. Dieses Projekt steht in Zusammenhang mit der Entwicklung der ICE-City Ost, die perspektivisch auf dem alten Güterbahnhof auf der südlich angrenzenden Fläche entstehen soll. Auch eine neue Straßenbahntrasse vom Hauptbahnhof durch das Viertel zum alten Nordhäuser Bahnhof an der Leipziger Straße ist in der Diskussion, wobei ein langfristiger Planungshorizont bis 2035 zur Fertigstellung aller Projekte angedacht ist. 2015 wurde ein Integriertes städtebauliches Rahmenkonzept für den Bereich verabschiedet, das die Planungen konkretisiert. Darin sind 2.375 Wohnungen vorgesehen bzw. eine Wohnfläche von insgesamt 237.500 Quadratmetern, auf denen ungefähr 5.000 zusätzliche Einwohner leben könnten.

### Alter Ringelberg
Nach dem Ersten Weltkrieg entstand am Hang des Ringelbergs eine erste Eigenheimsiedlung mit kleinen Einfamilienhäusern im Bereich der Ringelbergtreppe an der Leipziger Straße. Südlich davon erstrecken sich weitläufige Gartenanlagen, die aus der frühen DDR-Zeit stammen. Dazwischen liegt, ebenfalls an der Leipziger Straße, ein großes Einkaufszentrum zur Versorgung der umliegenden Quartiere. Dort befinden sich auch die Milchwerke Thüringen, die zur Humana Milchunion gehören und täglich etwa 1,1 Mio. Liter Milch verarbeiten. Die Produkte der Milchwerke Thüringen werden in Ostdeutschland unter der Marke Osterland vertrieben.
Die alte Ringelbergsiedlung ist heute wie die meisten Siedlungen aus dieser Zeit durch eine gealterte und abnehmende Bevölkerung gekennzeichnet.

### Neuer Ringelberg
Die neue Ringelbergsiedlung war neben Marbach einer der beiden Schwerpunkte des stadtnahen Eigenheimbaus in den 1990er-Jahren. Sie entstand östlich und oberhalb der alten Ringelbergsiedlung direkt auf dem Hügel und ist so angelegt, dass sie noch deutlich erweitert werden könnte, wenn eine erhöhte Nachfrage nach neuen Eigenheimen aufkommt. Die Hauptstraße der Siedlung ist die Walter-Gropius-Straße, auf der auch die Stadtbahnlinie 4 verkehrt und momentan noch inmitten einer grünen Wiese endet. Die Bautätigkeit auf dem Ringelberg ist noch nicht abgeschlossen, hat sich aber deutlich verlangsamt. Die Straßen auf dem Ringelberg sind nach Künstlern des Bauhauses benannt und stehen damit in gewisser Hinsicht im Kontrast zur relativ monotonen Bebauung der 1990er-Jahre.

### Güterbahnhof, Kalkreiße, Krämpferflur
Der Süden des Stadtteils ist durch die Eisenbahnanlagen Erfurts geprägt. Da sich der Hauptbahnhof in räumlicher Enge in der Altstadt befindet, entstanden die zum Betrieb der Eisenbahn notwendigen Anlagen weiter östlich in der Krämpfervorstadt. Hier befindet sich der Güterbahnhof, der nur noch wenig genutzt wird, beispielsweise findet die Containerverladung zwischen Straße und Schiene im wenige Kilometer östlich gelegenen Güterverkehrszentrum bei Vieselbach statt. Weiterhin gehören die Werkstätten der DB Regio Südost, Verkehrsbetrieb Thüringen zu den Anlagen der Eisenbahn. Hier sind die Nahverkehrszüge der DB Regio, die in Thüringen eingesetzt werden, stationiert. In die Thüringer Bahn münden von Norden die Bahnstrecken Nordhausen–Erfurt und Sangerhausen–Erfurt ein, die in der Anfangszeit noch an eigenen Bahnhöfen an der Leipziger Straße endeten. Eine Verbindung in Richtung Weimar besteht über den Güterbahnhof, während Personenzüge über einen Gleisbogen und eine Rampe in Richtung Erfurt Hbf einfädeln. In diesem Gleisbogen liegt das Gewerbegebiet Kalkreiße mit zahlreichen kleinen Unternehmen. Es hat seinen Namen von einer ehemaligen Kalkmühle und Ziegelbrennerei. Östlich davon liegt die Krämpferflur, die landwirtschaftlich genutzt wird. Hier befinden sich auch einige Kleingärten.

## Einwohnerentwicklung
Die Einwohnerzahl der Krämpfervorstadt lag 1990 bei etwa 14.000. Bis zum Jahr 1997 folgte ein Rückgang der Zahl um ein Fünftel auf etwa 11.000. Hauptgrund war die schlechte Wohnsituation in den unsanierten Altbauvierteln der Krämpfervorstadt, die oftmals nicht über Badezimmer und Zentralheizungsanlagen verfügten. Ziele der Fortziehenden waren vor allem andere Stadtteile Erfurts, besonders die wachsenden dörflichen Vororte (starke Suburbanisierungswelle während der 1990er-Jahre), einige kehrten der Stadt auf Grund der schlechten wirtschaftlichen Situation aber auch ganz den Rücken. Die Sanierungsmaßnahmen an der Bausubstanz begannen bereits kurze Zeit nach der Wiedervereinigung und haben im Jahr 2009 einen mittleren Flächendeckungsgrad erreicht. Es gibt abschnittsweise leerstehende, unsanierte Gebäude, beispielsweise an der verkehrsreichen Stauffenbergallee und in Nebenstraßen im südlichen Bereich am Güterbahnhof. Seit etwa 1950 besteht der Campus der Fachhochschule, was ein demografischer Faktor der Krämpfervorstadt wurde. So zogen viele Studenten in das Viertel, mit der Einführung der Zweitwohnungsteuer in Erfurt 2003 wurde zudem erreicht, dass diese Studenten ihren Hauptwohnsitz in Erfurt anmelden und damit in der Bevölkerungsstatistik erfasst werden. Wichtigster Faktor der demografischen Entwicklung der Krämpfervorstadt war in den letzten Jahren allerdings die Anlage des Neuen Ringelbergs, der dem Stadtteil 3000 neue Einwohner brachte. Ohne diesen Zuwachs würde die Einwohnerzahl nur bei etwa 11.500 und damit deutlich unter dem Stand von 1990 liegen.
Eine Gebäudezählung im Jahr 2006 ergab, dass es in der Krämpfervorstadt 1678 Gebäude gibt, in denen sich 7947 Wohnungen befanden, von denen wiederum 898 oder 11 % leer standen. Komplett leer standen 40 Häuser mit 261 Wohnungen. Bis zum Jahr 2009 erhöhte sich die Anzahl der Wohnungen leicht auf 7988, auch die Gebäudezahl stieg auf 1719, während der Leerstand auf 803 Wohnungen (10,1 %) zurückging. Die Zahl der Komplettleerstände sank in den drei Jahren leicht und liegt nun bei 35 Gebäuden mit 249 Wohnungen.
In Zukunft kann die Einwohnerzahl der Krämpfervorstadt weiter steigen, wenn man von einer weiteren Sanierung der leerstehenden Gebäude im Stadtteil bei gleichzeitigem Zuzug ausgeht. Zudem kann auch der Neue Ringelberg noch erweitert werden, so verläuft der letzte Abschnitt der Straßenbahntrasse derzeit noch über eine von Wegen durchzogene grüne Wiese.
Die Bevölkerungsstruktur der Krämpfervorstadt ist demografisch günstig, so stellen die 20- bis 30-Jährigen die größte Bevölkerungsgruppe, wobei der Frauenanteil leicht über dem Männeranteil liegt. Die Geburtenrate (etwa 180 Geburten pro Jahr) liegt dadurch bedingt etwa doppelt so hoch wie die Sterberate (etwa 90 Sterbefälle pro Jahr), der Wanderungssaldo ist ebenfalls positiv, weshalb die Krämpfervorstadt weiter wachsen wird. Im Stadtteil leben etwa 700 Ausländer, was einem Anteil von 4,7 % entspricht und damit über dem Erfurter Durchschnitt von etwa 3,3 % liegt.
Daten der Stadtverwaltung Erfurt, jeweils zum 31. Dezember.
| Jahr | Einwohnerzahl | Entwicklung (1990 = 100 %) | Entwicklung Erfurt (1990 = 100 %) |
| ---- | ------------- | -------------------------- | --------------------------------- |
| 1990 | 13.825        | 100,0                      | 100,0                             |
| 1995 | 11.724        | 84,8                       | 93,4                              |
| 1996 | 10.906        | 78,9                       | 91,9                              |
| 1997 | 10.814        | 78,2                       | 90,6                              |
| 1998 | 11.165        | 80,8                       | 89,3                              |
| 1999 | 11.569        | 83,7                       | 88,0                              |
| 2000 | 12.125        | 87,7                       | 87,6                              |
| 2001 | 12.535        | 90,7                       | 87,4                              |
| 2002 | 12.921        | 93,5                       | 87,2                              |
| 2003 | 13.464        | 97,4                       | 88,0                              |
| 2004 | 14.105        | 102,0                      | 88,4                              |
| 2005 | 14.315        | 103,5                      | 88,5                              |
| 2006 | 14.499        | 104,9                      | 88,4                              |
| 2007 | 14.604        | 105,6                      | 88,5                              |
| 2008 | 14.669        | 106,1                      | 88,5                              |
| 2009 | 14.867        | 107,5                      | 88,8                              |
| 2010 | 15.032        | 108,7                      | 89,2                              |
| 2011 | 15.395        | 111,4                      | 89,8                              |
| 2012 | 15.601        | 112,8                      | 90,4                              |
| 2013 | 15.925        | 115,2                      | 91,1                              |
| 2014 | 16.072        | 116,3                      | 91,7                              |
| 2015 | 16.283        | 117,8                      | 93,3                              |
| 2016 | 16.340        | 118,2                      | 93,9                              |

## Wirtschaft und Verkehr
Die bedeutendsten Arbeitgeber in der Krämpfervorstadt sind die Fachhochschule Erfurt, die Deutsche Bahn sowie die Industriebetriebe an der Kalkreiße und die Milchwerke Thüringen. Der Handel und andere Dienstleistungen spielen eher eine untergeordnete Rolle und dienen der Versorgung der unmittelbaren Wohnbevölkerung.
Die Hauptstraße des Stadtteils ist die Leipziger Straße, die früher als Via Regia von Frankfurt am Main über Erfurt nach Leipzig und weiter bis nach Kiew (Ukraine) führte. Heute ist sie die Landesstraße von Erfurt nach Kerspleben und Buttelstedt. An ihr liegen mit dem Leipziger Platz und dem Hanseplatz auch die beiden bedeutendsten Plätze des Stadtteils. Quer zur Leipziger Straße verläuft der Stadtring auf der Stauffenbergallee bzw. der Liebknecht-/Thälmannstraße. Die Geschwister-Scholl-Straße ist die alte Verbindung nach Azmannsdorf und dient heute der Erschließung der Gewerbegebiete der Krämpfervorstadt sowie dem Radfernweg Thüringer Städtekette.
An den Öffentlichen Personennahverkehr ist die Krämpfervorstadt durch die Linie 4 der Straßenbahn Erfurt auf der Leipziger Straße angebunden. Sie wurde bis zu den Eisenbahnbrücken schon 1904 angelegt, aber 1922 wieder stillgelegt. Ihr folgte eine Linie des Oberleitungsbus' Erfurt (zwischen 1953 und 1975), die bis zur Ringelbergtreppe führte. 2000 wurde die heutige Straßenbahnstrecke bis auf den Ringelberg fertiggestellt, damit einher ging eine komplette Umgestaltung der Leipziger Straße. Quer zur Straßenbahn verläuft die Buslinie 9 mit Kreuzungspunkt am Leipziger Platz. Weitere Stadtbuslinien stellen die Verbindung zu anderen Stadtteilen sicher. Obwohl drei Bahnstrecken durch die Krämpfervorstadt führen, besitzt sie seit der Schließung des Nordhäuser und des Sangerhäuser Bahnhofs am Ende des 19. Jahrhunderts keinen Zugang zum Zugverkehr mehr. Im Zusammenhang mit dem geplanten Stadtumbau in der äußeren Krämpfervorstadt bis 2030 ist langfristig auch ein Haltepunkt für Nahverkehrszüge an der Leipziger Straße angedacht.

## Wahlen
Da die Krämpfervorstadt zwar einen Stadtteil, nicht aber einen Ortsteil nach § 45 der Thüringer Kommunalordnung bildet, gibt es für sie keine politischen Gremien wie Ortsteilrat oder Ortsteilbürgermeister.
Die Krämpfervorstadt ist Teil des Landtagswahlkreises Erfurt III, dem Heimatwahlkreis des Thüringer Ministerpräsidenten Bodo Ramelow (Die Linke). Traditionell war die Krämpfervorstadt ein Arbeiterstadtteil, heute finden sich hier jedoch alle gesellschaftlichen Schichten mit einer Überrepräsentanz junger Menschen, besonders von Studenten, während die wohlhabenden bürgerlichen Oberschichten eher unterrepräsentiert sind. Dies schlägt sich auch in den Wahlergebnissen des Stadtteils nieder, die nicht nur durch eine geringe Wahlbeteiligung, sondern auch durch eine Stärkung von Linken und Grünen und demgegenüber eine schwache CDU geprägt sind. Die Ergebnisse von SPD und FDP liegen dagegen im Erfurter Durchschnitt.
| Partei          | Stadtrat 2009 | Landtag 2009 | Bundestag 2013 | Europa 2009 |
| --------------- | ------------- | ------------ | -------------- | ----------- |
| Wahlbeteiligung | 38,7          | 44,2         | 54,9           | 38,9        |
| CDU             | 18,4          | 21,5         | 31,9           | 21,1        |
| Die Linke       | 19,7          | 29,4         | 24,2           | 23,5        |
| SPD             | 34,6          | 20,8         | 17,7           | 20,5        |
| Grüne           | 11,1          | 12,2         | 8,4            | 12,2        |
| FDP             | 5,8           | 7,8          | 2,3            | 7,3         |

## Galerie

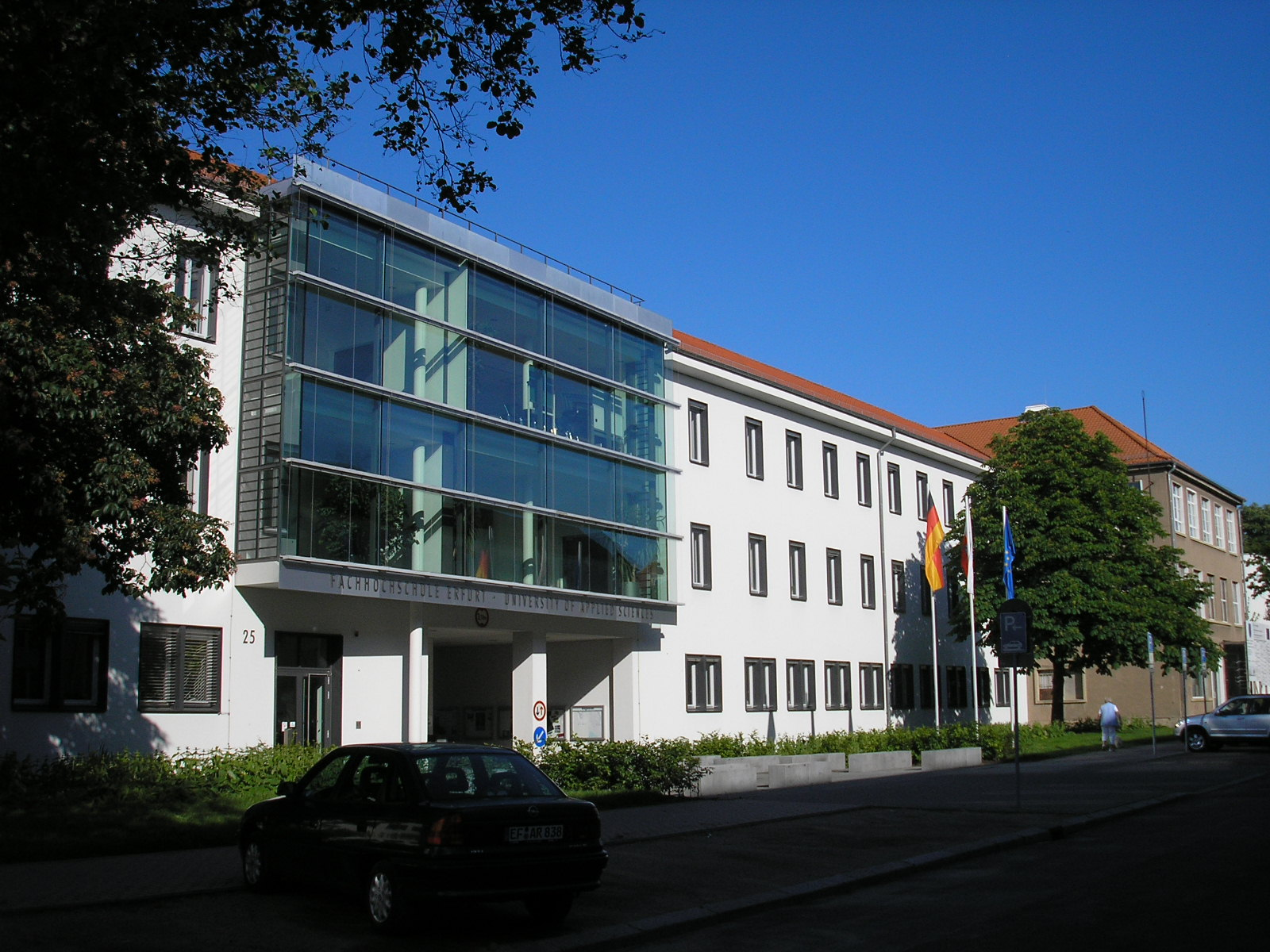
Die Fachhochschule an der Altonaer Straße im Hanseviertel
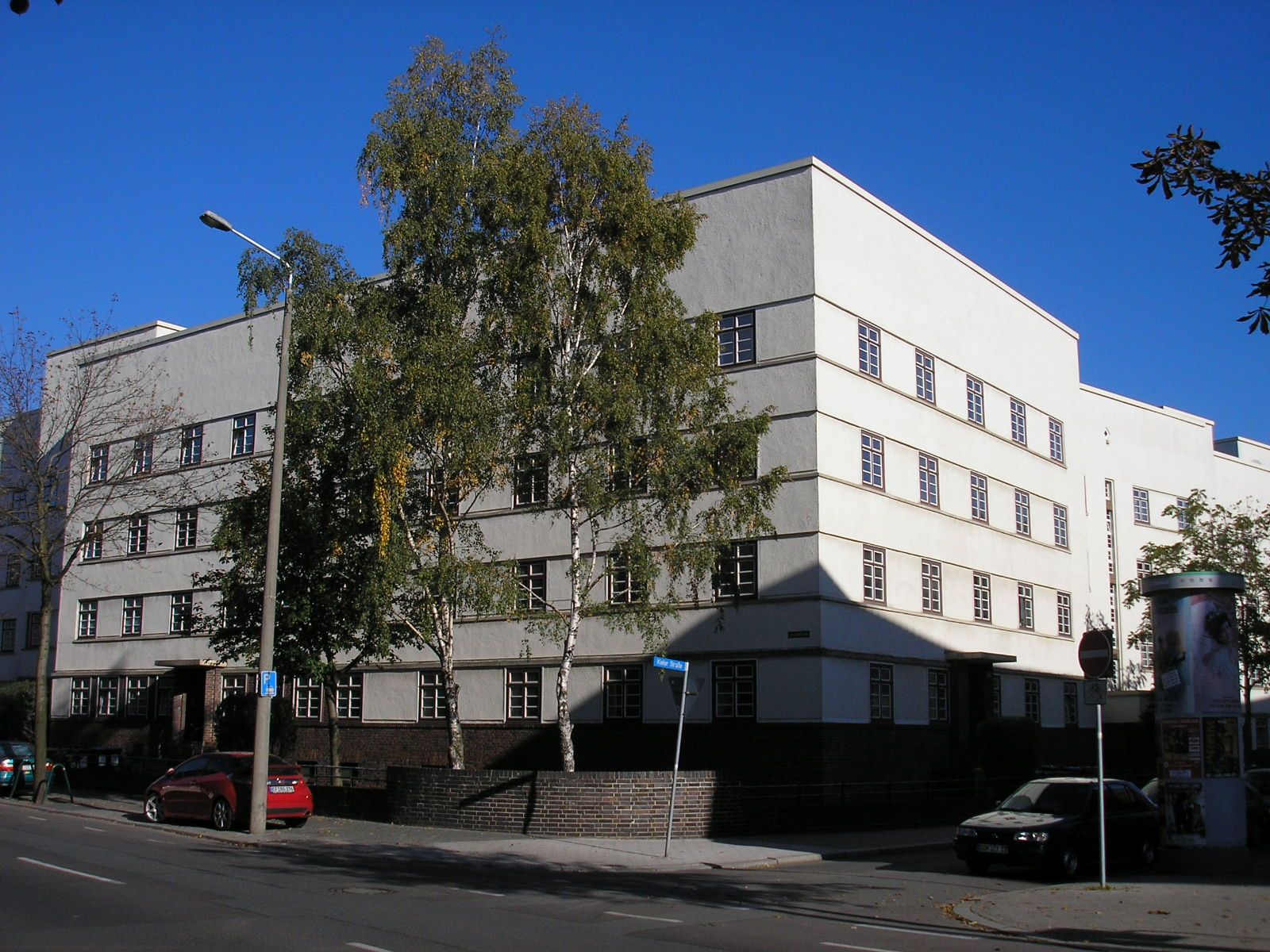
Flensburger Block an der Ecke Kieler Straße und Liebknechtstraße im Hanseviertel
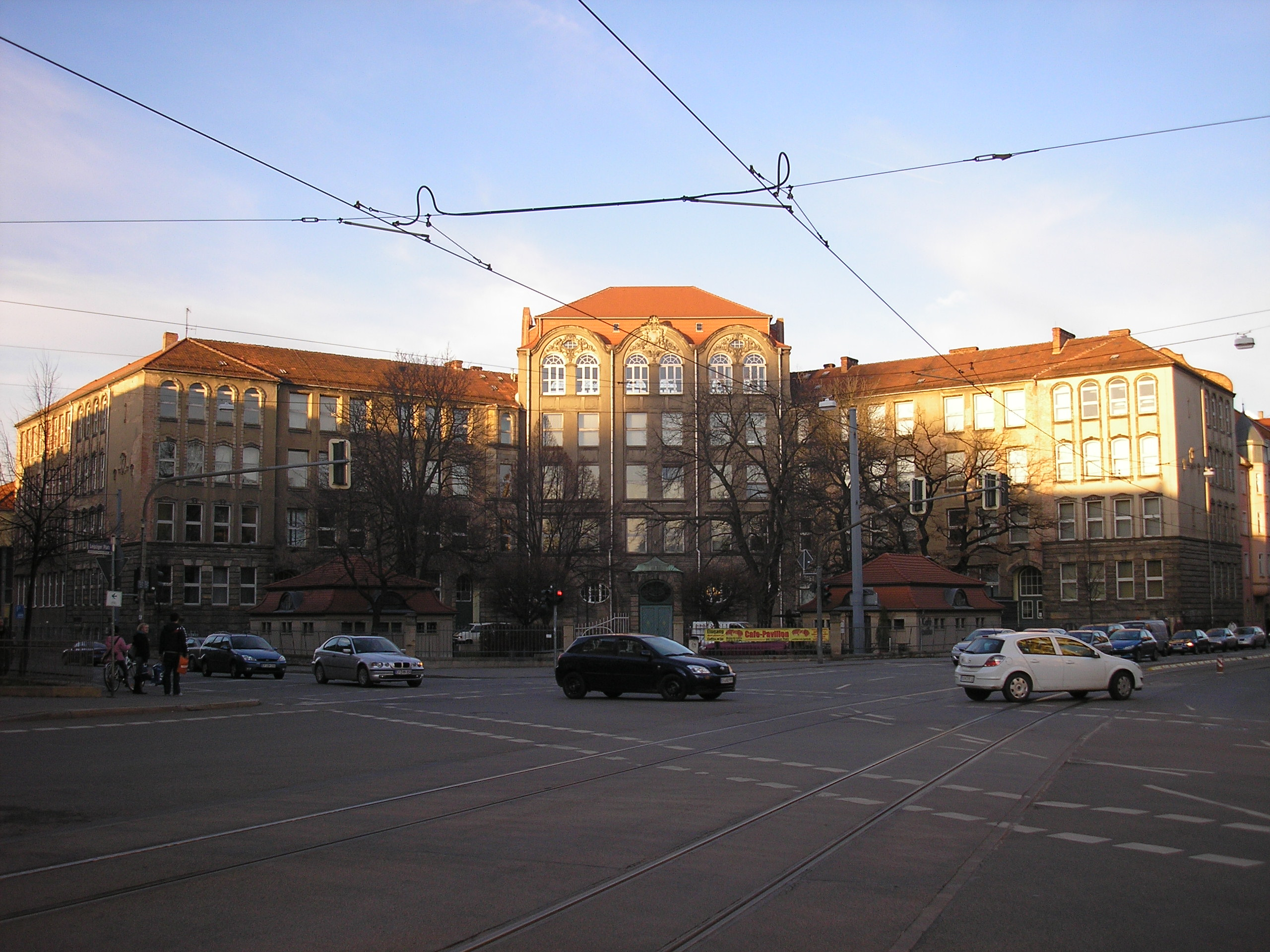
Die medizinische Fachschule Marie-Elise-Kayser am Leipziger Platz
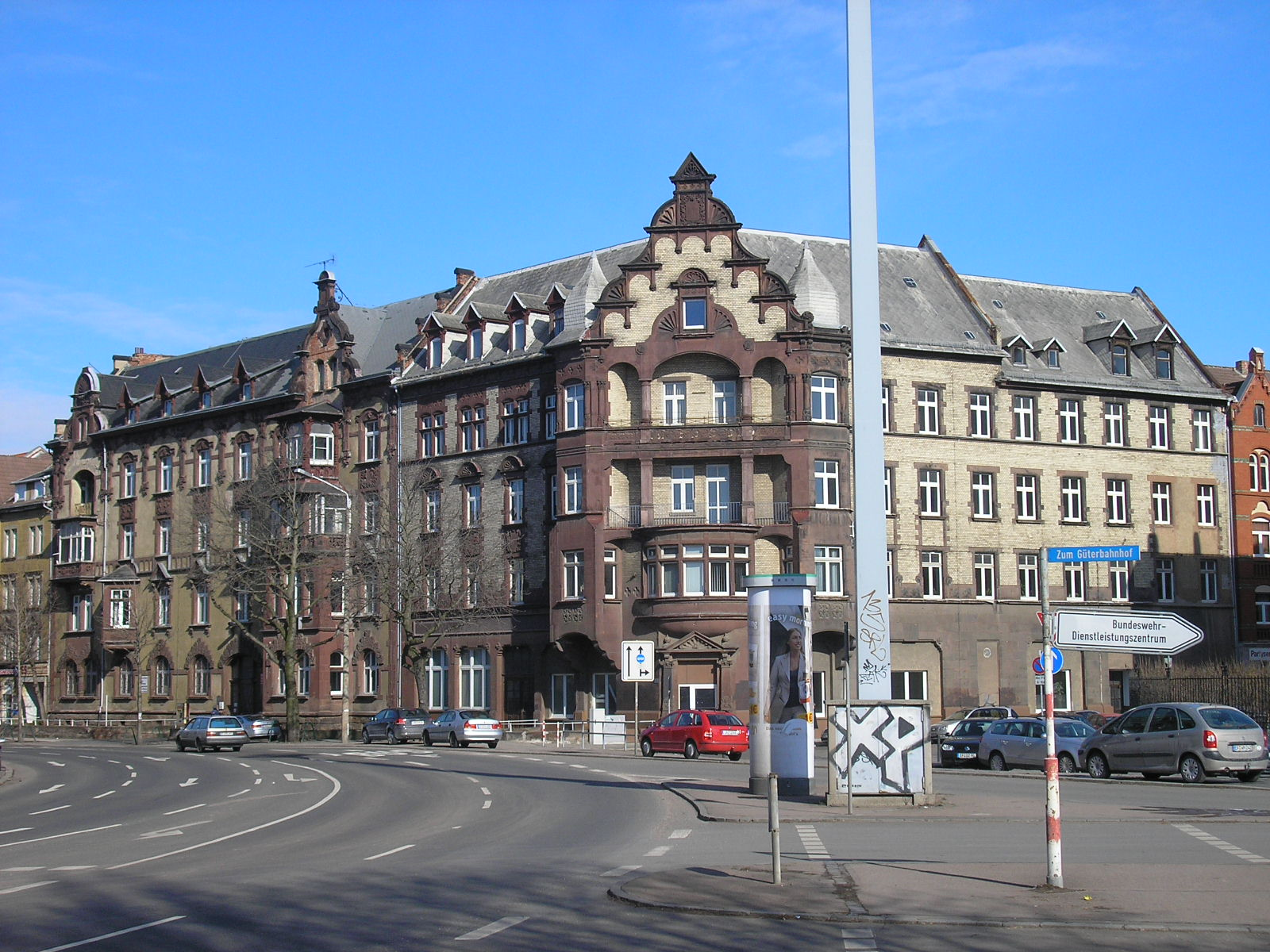
Gründerzeitbauten an der Raiffeisenstraße in der inneren Krämpfervorstadt
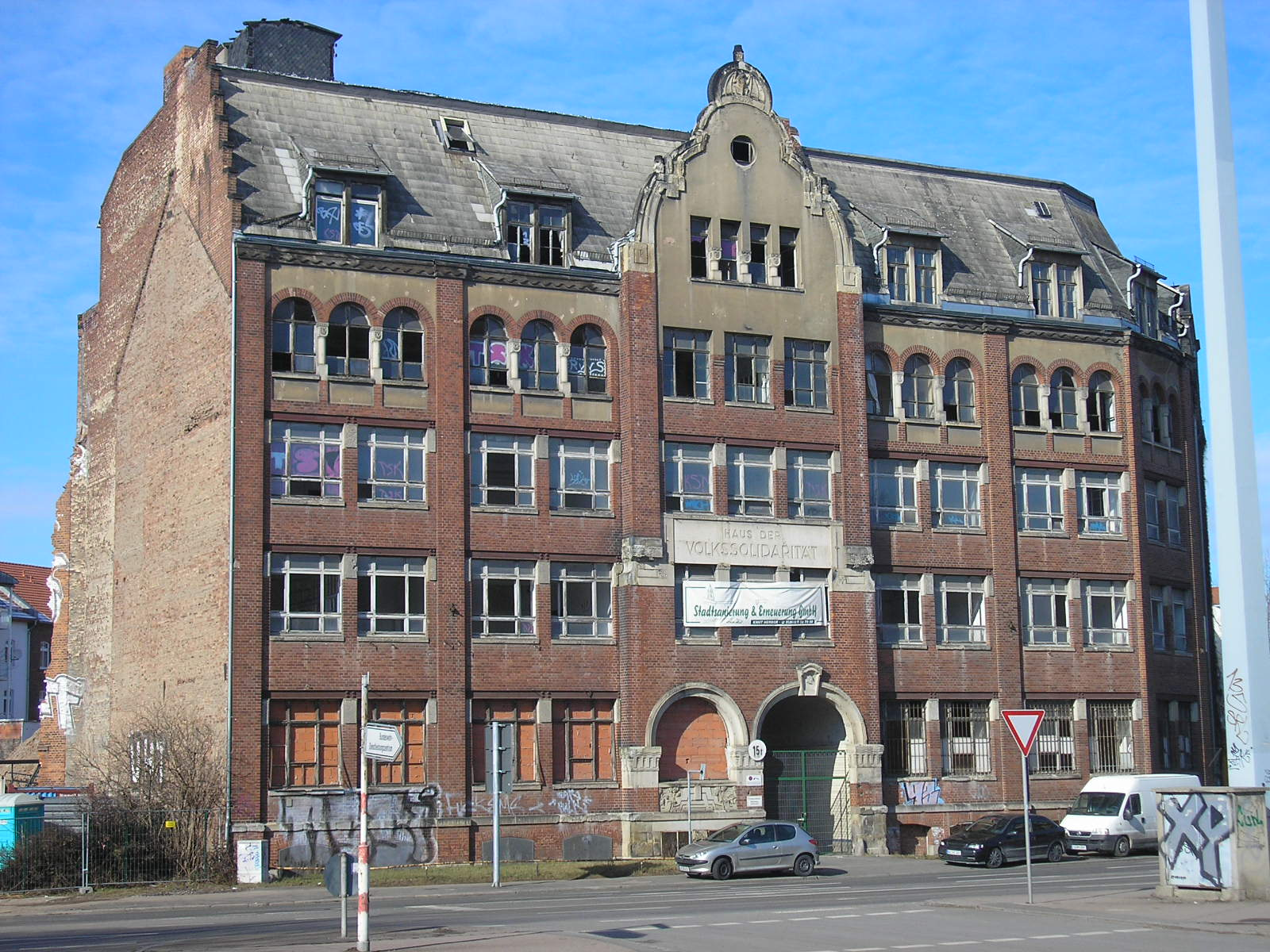
Haus der Volkssolidarität in der Thälmannstraße
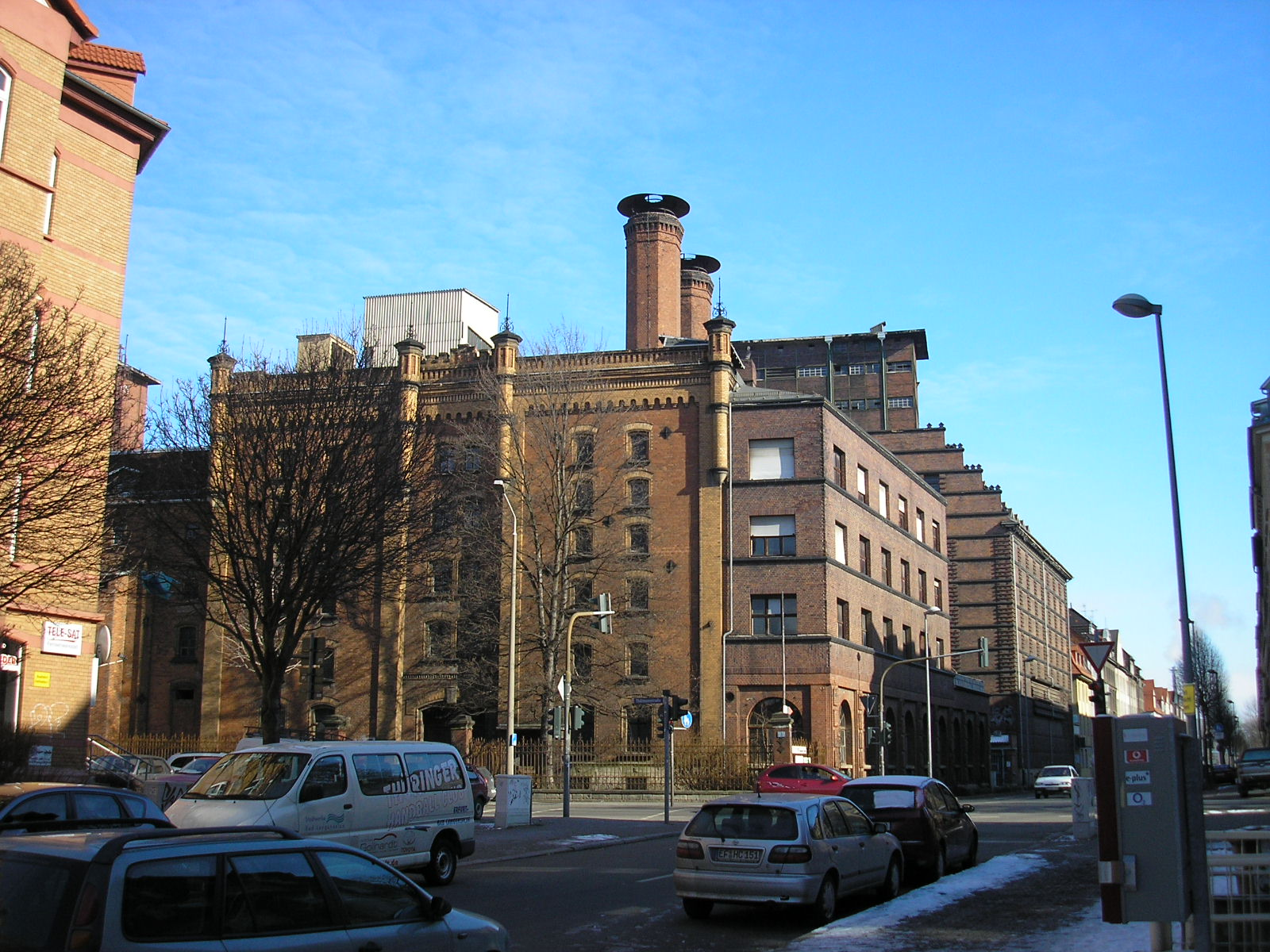
Ehemalige Malzfabrik Wolff an der Iderhoffstraße
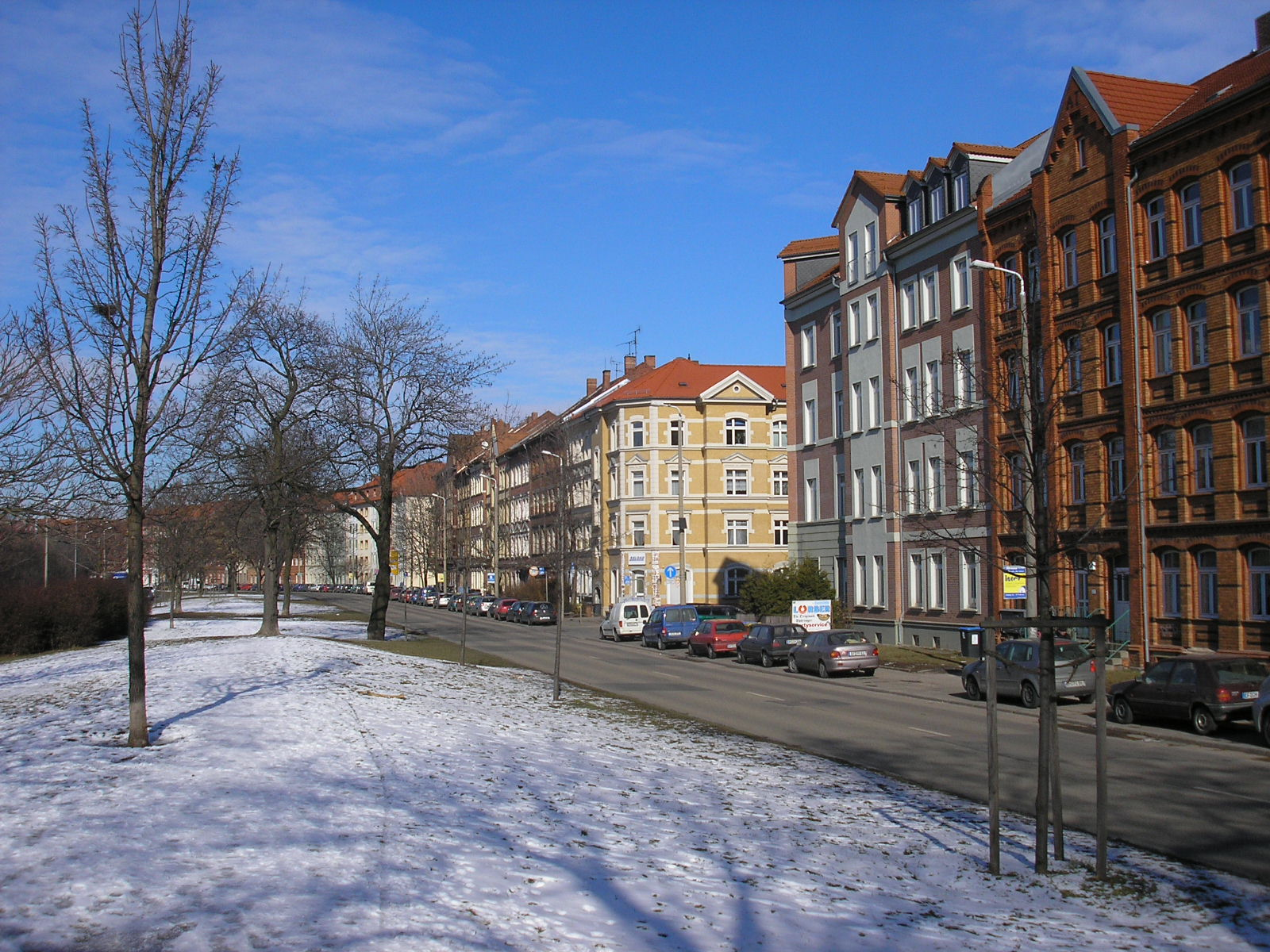
Blick vom Mittelstreifen der Stauffenbergallee
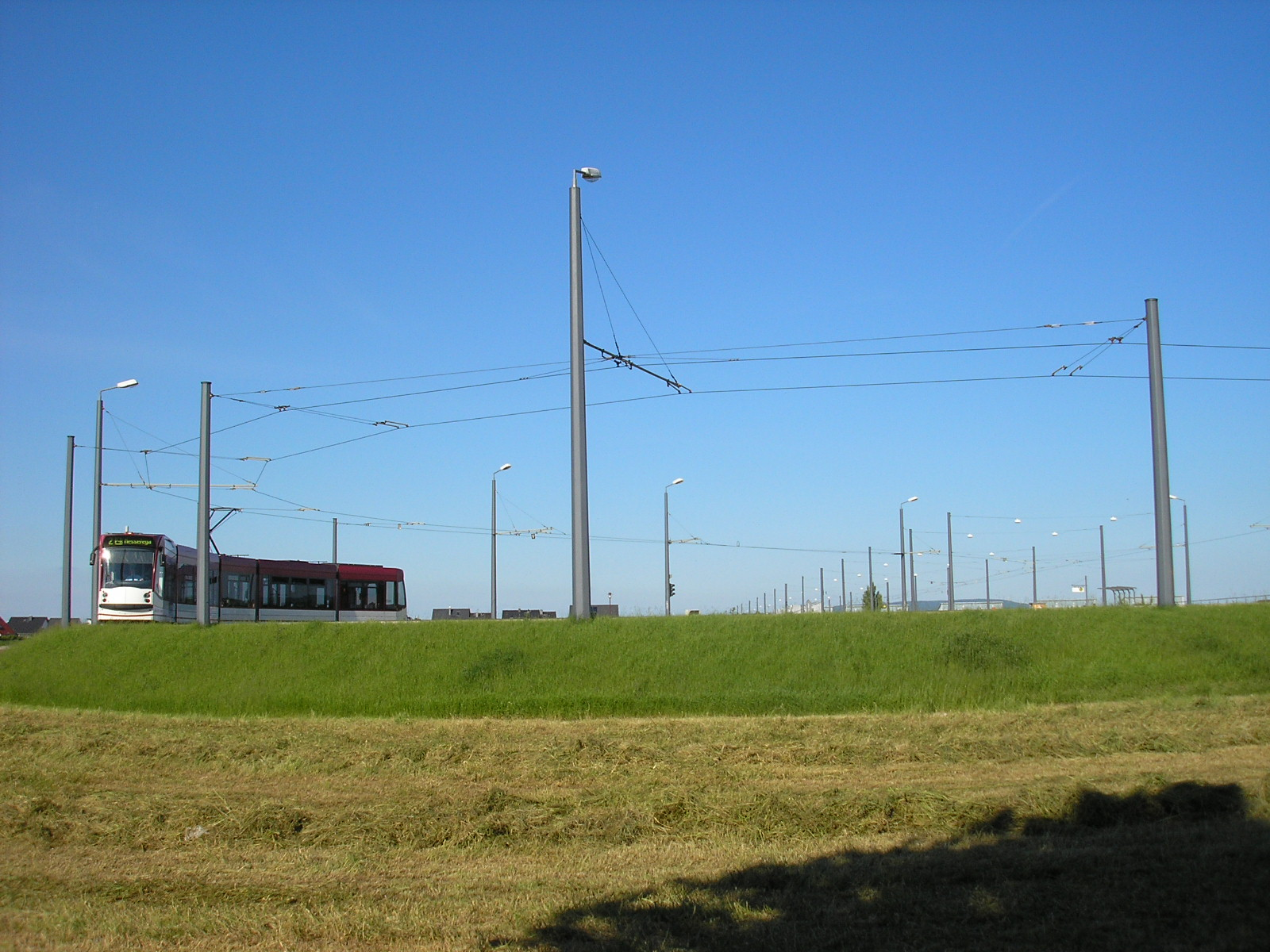
Endpunkt der Straßenbahn auf dem Ringelberg
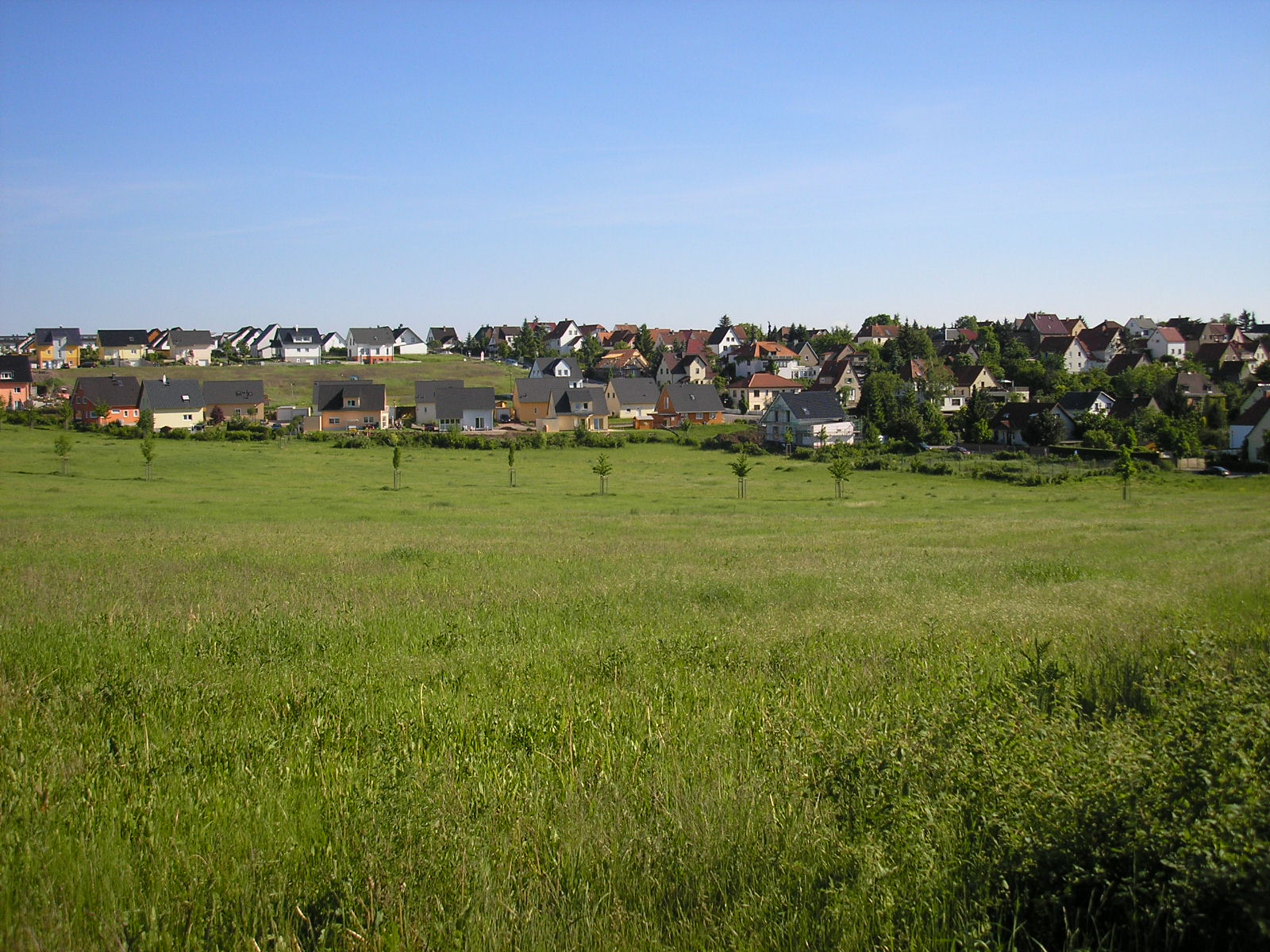
Die Ringelbergsiedlung mit neuen Häusern links und alten Häusern rechts
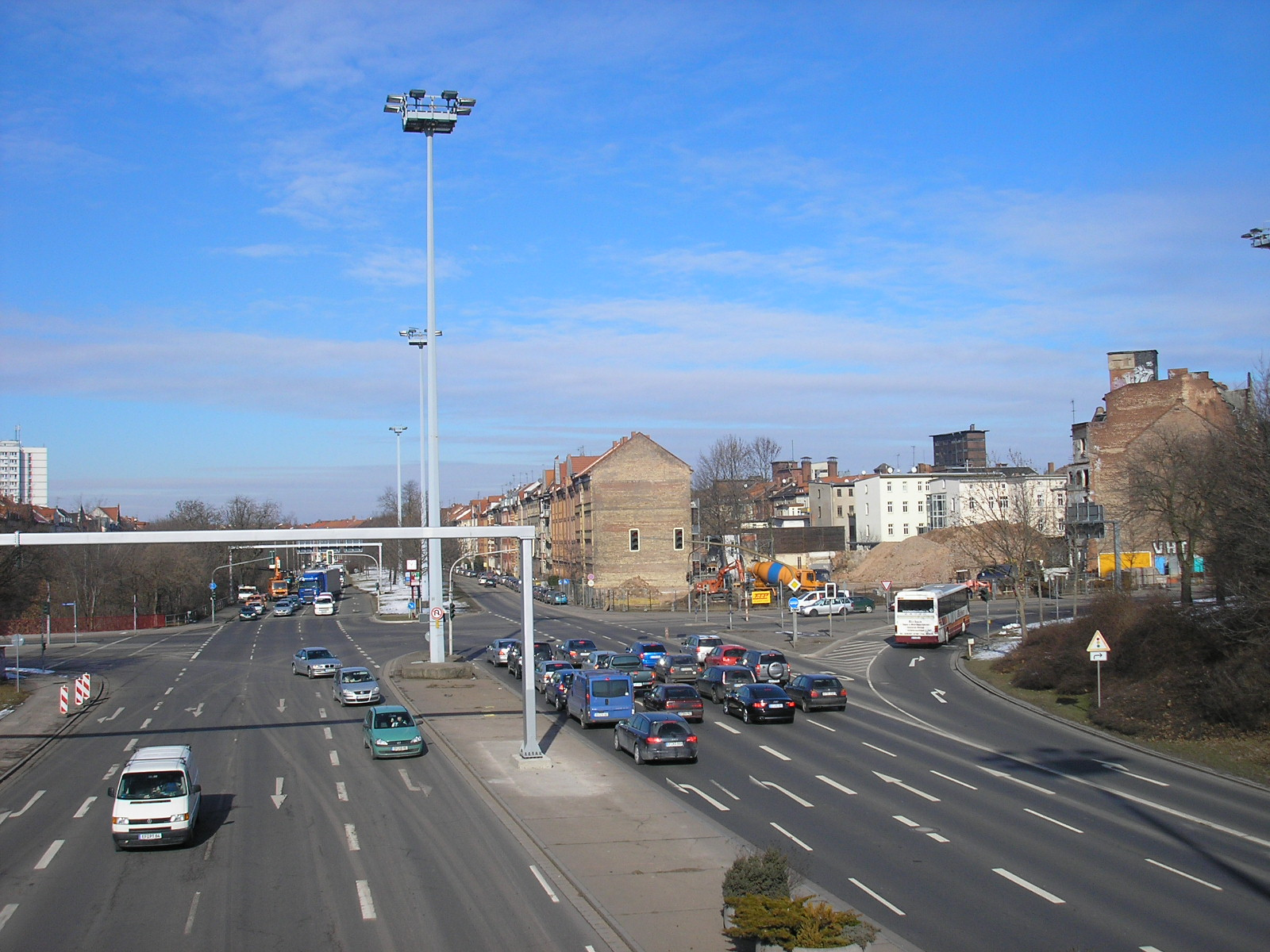
Der Schmidtstedter Knoten am südwestlichen Rand des Stadtteils